# Акшуат (Ульяновська область)
Акшуат (рос. Акшуат) — село в Бариському районі Ульяновської області Російської Федерації.
Населення становить 1515 осіб. Входить до складу муніципального утворення Полівановське сільське поселення.

## Історія
Від 2004 року входить до складу муніципального утворення Полівановське сільське поселення.

## Населення
| 2010 |
| ---- |
| 1515 |